# Satomi Saito
Satomi Saito –en japonés, 斎藤さと美, Saito Satomi– (1973) es una deportista japonesa que compitió en halterofilia. Ganó dos medallas en el Campeonato Mundial de Halterofilia, plata en 1990 y bronce en 1994.

## Palmarés internacional
| Campeonato Mundial | Campeonato Mundial    | Campeonato Mundial | Campeonato Mundial |
| Año                | Lugar                 | Medalla            | Categoría          |
| ------------------ | --------------------- | ------------------ | ------------------ |
| 1990               | Budapest (Hungría)    | Medalla de plata   | 44 kg              |
| 1993               | Melbourne (Australia) | Medalla de bronce  | 46 kg              |